# アカガシラサギ
アカガシラサギ（赤頭鷺、Ardeola bacchus）は、ペリカン目サギ科アカガシラサギ属に分類される鳥類。

## 分布
インドネシア（スマトラ島北部、ボルネオ島）、カンボジア、タイ、中華人民共和国南東部、台湾、日本、ベトナム、マレーシア、ミャンマー東部、ラオス
夏季に中華人民共和国中東部で繁殖し、冬季になると東南アジアへ南下し越冬する。英名Chineseは中華人民共和国で繁殖する事に由来する。中華人民共和国南部では周年生息する。日本では冬季に越冬のため主に南西諸島に少数飛来（冬鳥）する。兵庫県神戸市でも越冬記録がある。まれに渡りの途中に飛来（旅鳥）し、秋田県、熊本県、千葉県では繁殖例がある。

## 形態
全長42-45cm。翼開張75-90cm。腹部は白い羽毛で被われる。尾羽や翼の色彩は白い。
嘴の色彩は黄色く、先端が黒い。後肢の色彩はオレンジがかった黄色や黄緑色。
夏季は頭部から頸部が赤褐色、胴体上面は青みがかった灰黒色、胸部が紫褐色の羽毛で被われ（夏羽）、和名の由来になっている。冬季は頭部から頸部、胸部、胴体上面が黒褐色の羽毛で被われ、淡褐色の縦縞が入る（冬羽）。

## 生態
河川、湖沼、湿原、干潟、水田などに生息する。夜行性。
食性は動物食で、魚類、甲殻類、水生昆虫、両生類などを食べる。
繁殖形態は卵生。集団繁殖地（コロニー）を形成する。しばしば他種と混成でコロニーを作る。雄が巣材を集め、雌が竹林などの樹上に巣を作る。1腹3-6個の卵を産み、抱卵期間は18-22日である。抱卵、育雛とも雌雄共同で行う。雛は孵化後約30日で飛べるようになるが、その後6日程の間は親から給餌される。

## 人間との関係
種小名bacchusはローマ神話の酒神「バッカス」の意で、夏羽の色彩が赤ワインを連想させる事に由来する。

## 画像

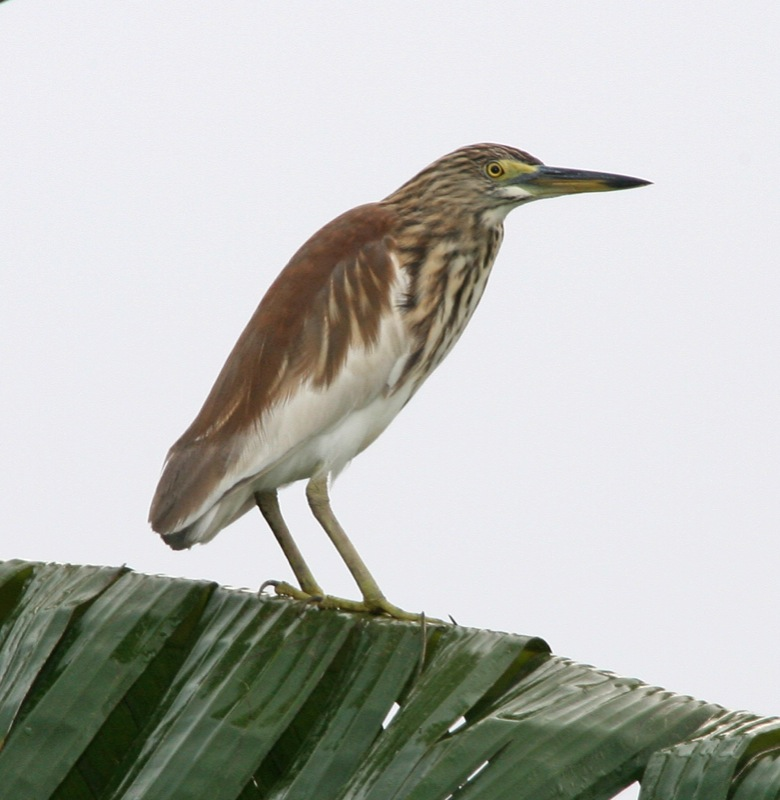
冬羽